# Belgrandiella hershleri
Belgrandiella hershleri is een slakkensoort uit de familie van de Hydrobiidae. De wetenschappelijke naam van de soort is voor het eerst geldig gepubliceerd in 1997 door Slapnik.